# Ferry Porsche
Prof. Dr. Ferdinand "Ferry" Anton Ernst Porsche, född 19 september 1909 i Wiener Neustadt i Österrike, död 27 mars 1998 i Zell am See i Österrike, österrikisk-tysk bilkonstruktör, son till Ferdinand Porsche.
Porsche började i sin fars konstruktionsbyrå 1931 och varm med och arbetade med utvecklingen av KdF-Wagen som senare blev Volkswagen Typ 1. 1944 blev han vd för bolaget. Kriget gjorde att Porsches verksamhet till stora delar flyttades från Stuttgart till Gmünd i Österrike. Ferry Porsche skapade 1948 Porsches första egna bilmodell, Porsche 356 och ledde företaget efter sin faders död 1951 fram till 1972. 1949 flyttade Ferry och verksamheten tillbaka till Stuttgart och startade serietillverkning. 
Ferry Porsches stora gärning var att skapa en fordonstillverkare utifrån faders ingenjörsbyrå. Han ledde som vd företaget fram till 1972 då ägarfamiljen Porsche beslutade att ingen familjemedlem skulle ha hand om den operativa verksamheten. Ferry Porsche blev istället styrelseordförande. 
Hans son Ferdinand Alexander Porsche ritade Porsche 911. 
1. 1 2  Find a Grave, Find A Grave-ID: 88106237, läs online, läst: 9 oktober 2017.[källa från Wikidata]
2. 1 2  Brockhaus Enzyklopädie, Brockhaus Enzyklopädie-ID: porsche-ferry-ferdinand-anton-ernst.[källa från Wikidata]
3. 1 2  Salzburgwiki, Salzburgwiki-ID: 9614.[källa från Wikidata]
4. ↑  läs online, www.wilhelmexner.org .[källa från Wikidata]